# Bitwa o Singapur

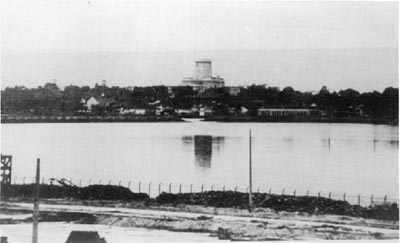
Widok wysadzonej w powietrze przez aliantów grobli komunikacyjnej łączącej Johor z Singapurem, co opóźniło atak Japończyków na Singapur do 8 lutego

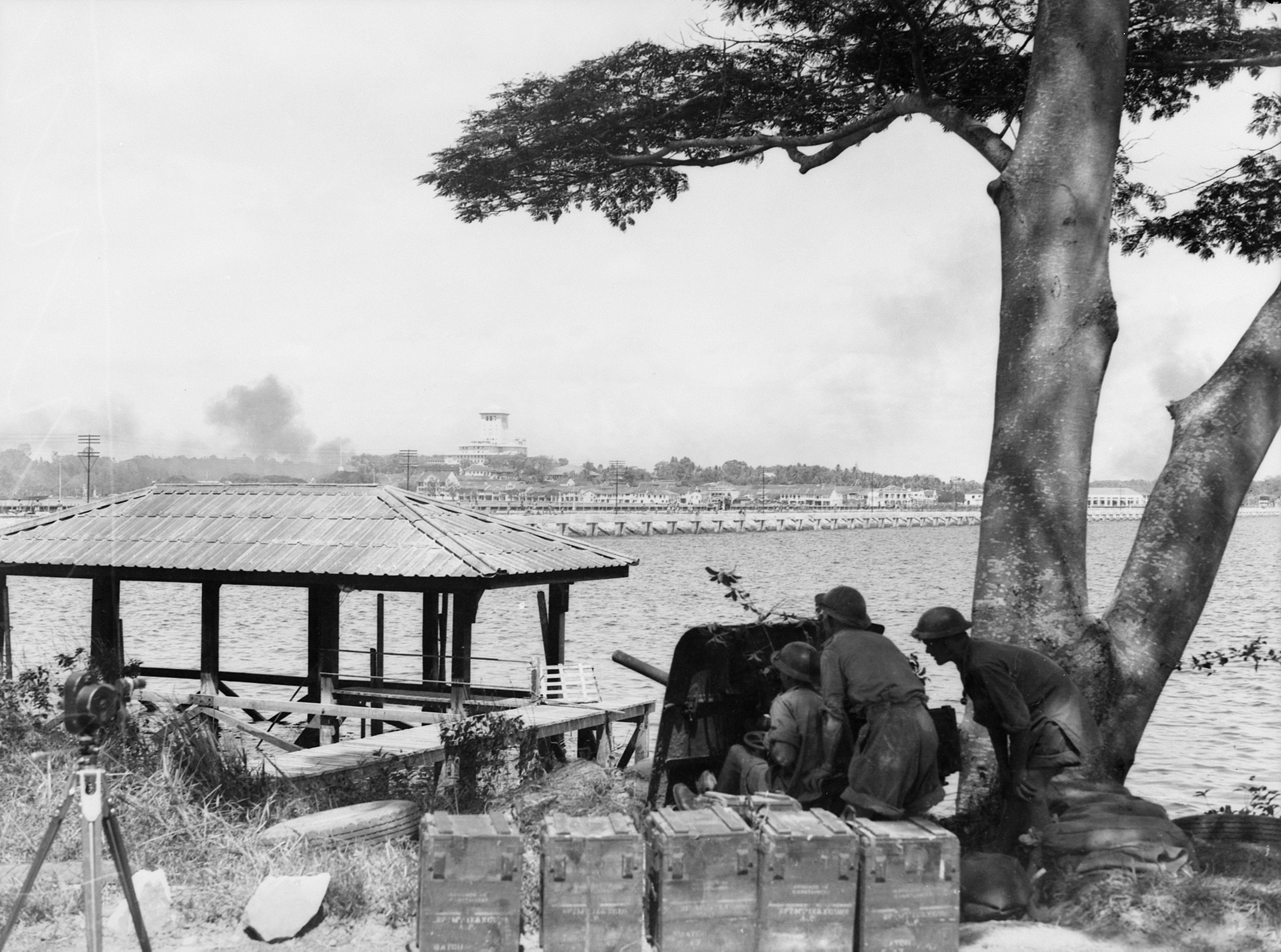
Australijscy żołnierze obsługujący armatę 2-funtową patrzący na groblę komunikacyjną pomiędzy Johor a Singapurem, 1 lutego 1942 roku

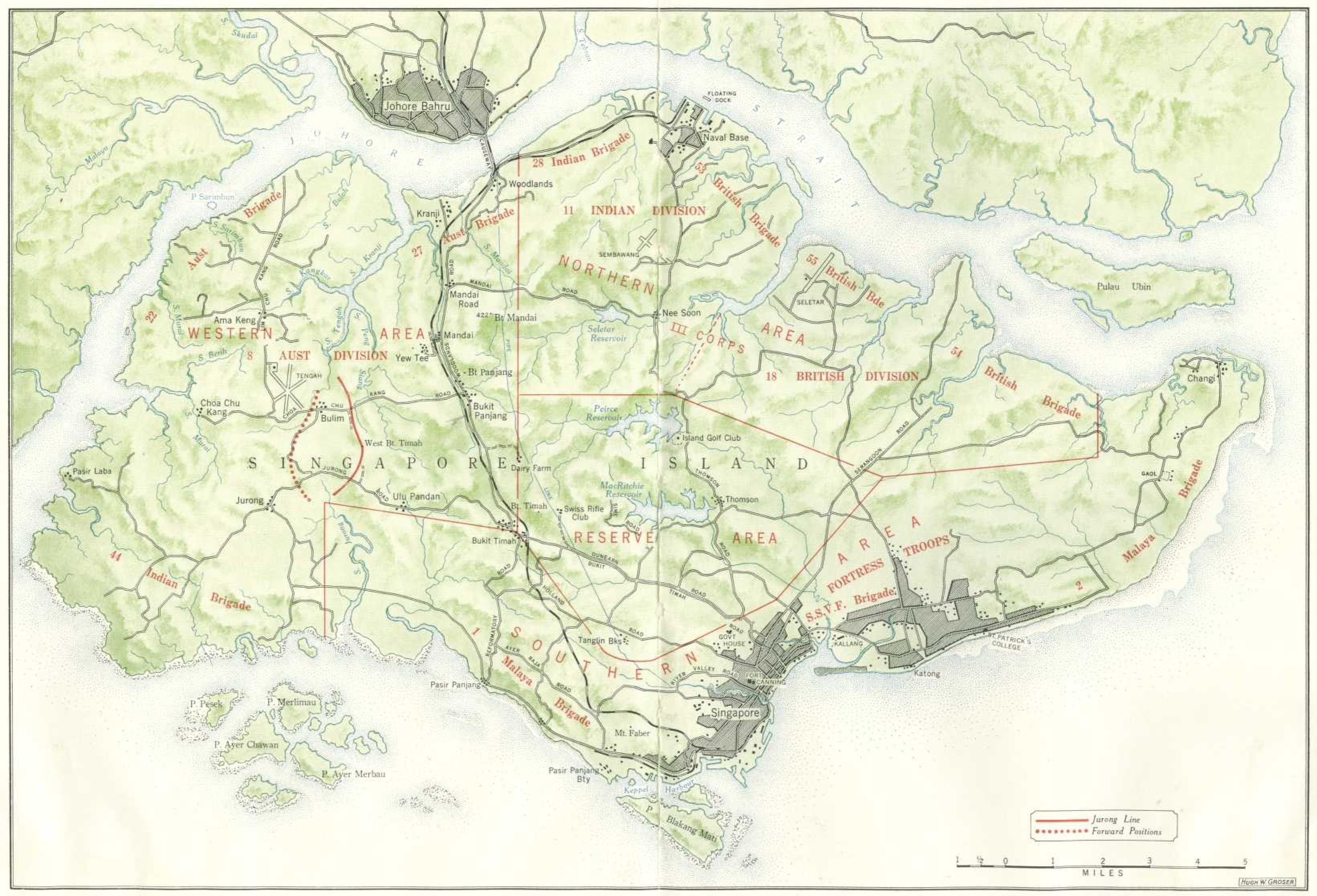
Mapa Singapuru z lutego 1942 roku wraz z zaznaczonymi miejscami stacjonowania alianckich jednostek

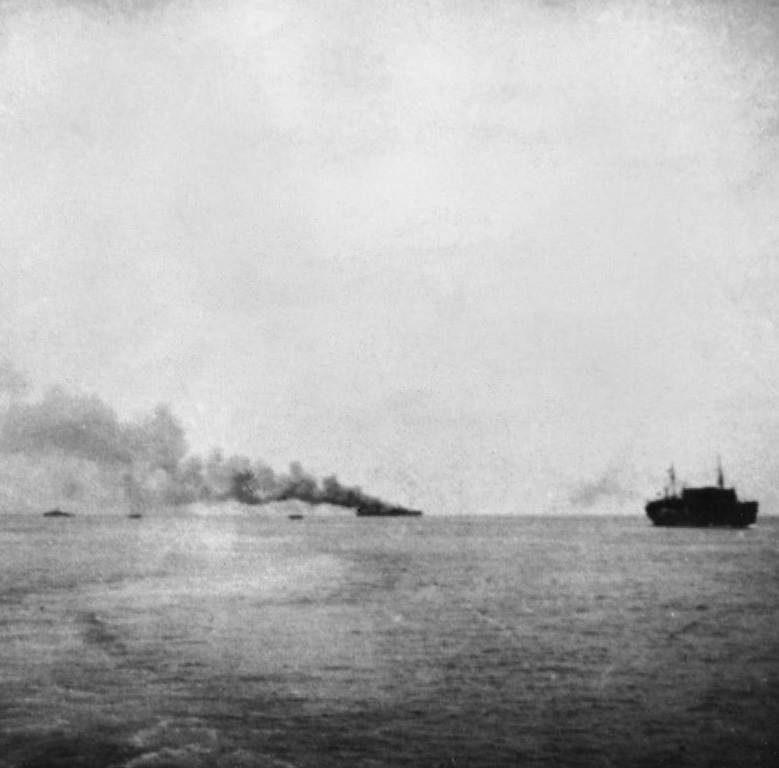
SS „Empress of Asia” płonący po ataku japońskiego lotnictwa u wybrzeży Singapuru. Po prawej widoczny jest statek transportowy SS „Felix Rousell”. Oba okręty należały do konwoju, który przywiózł brytyjską 18 Dywizję Piechoty. Był to ostatni aliancki konwój, który dotarł do Singapuru przed jego kapitulacją

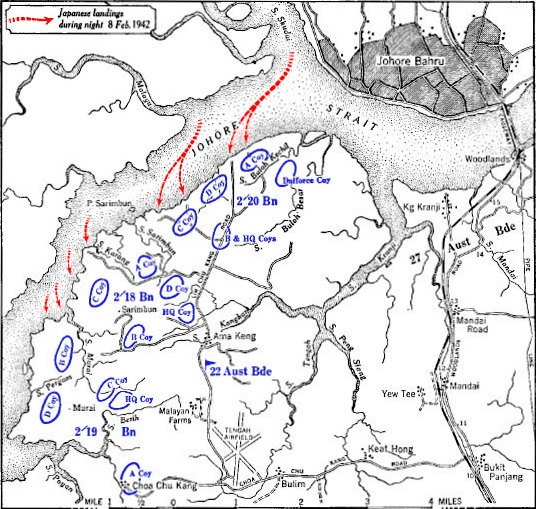
Mapa japońskich desantów na Singapur 8 lutego i pozycji wojsk alianckich

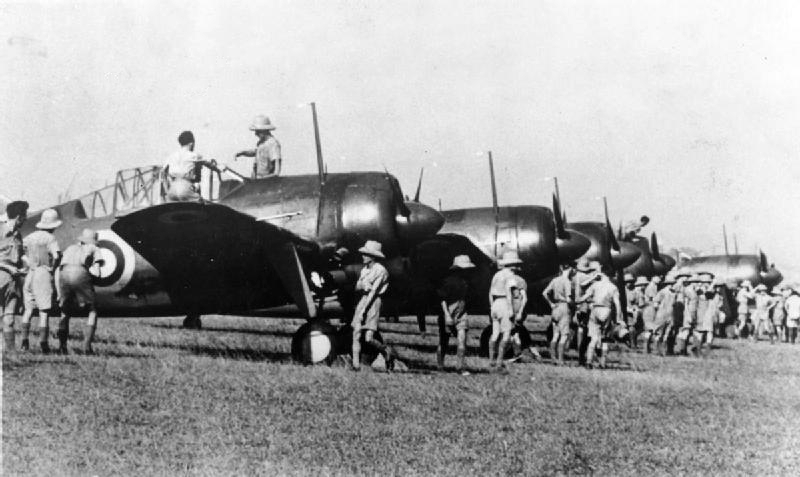
Myśliwce Brewster F2A Buffalo Mk I z 21. i 453 Dywizjonu RAAF na lotnisku Sembawang

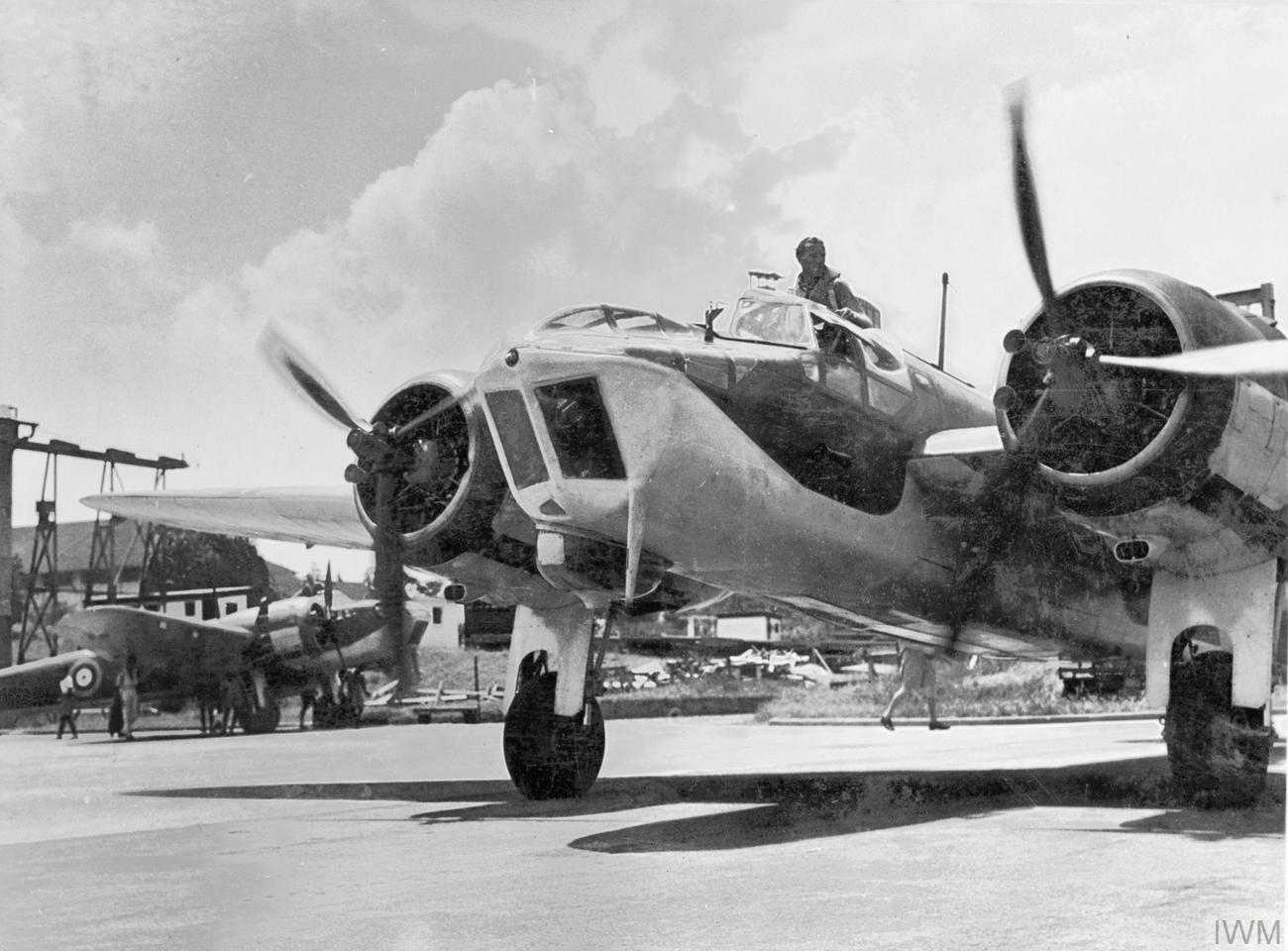
Bombowce Bristol Blenheim Mk IV na lotnisku Tengah

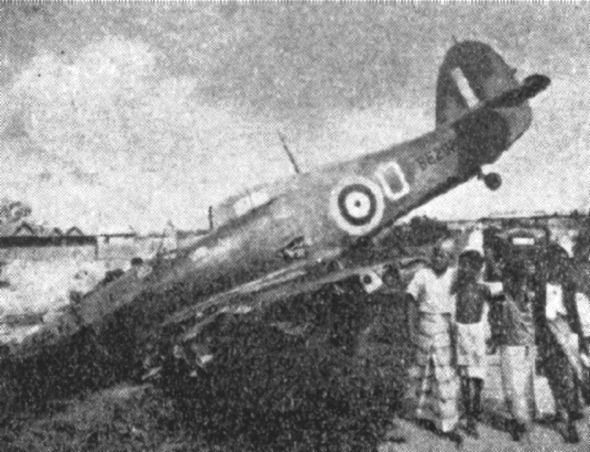
Hawker Hurricane Mk II należący do 232. Dywizjonu RAF zestrzelony 8 lutego 1942 roku w pobliżu Singapuru

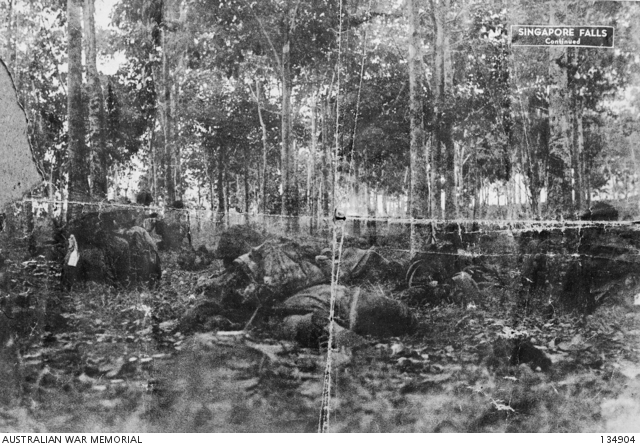
Japońscy żołnierze podczas walk o Bukit Timah

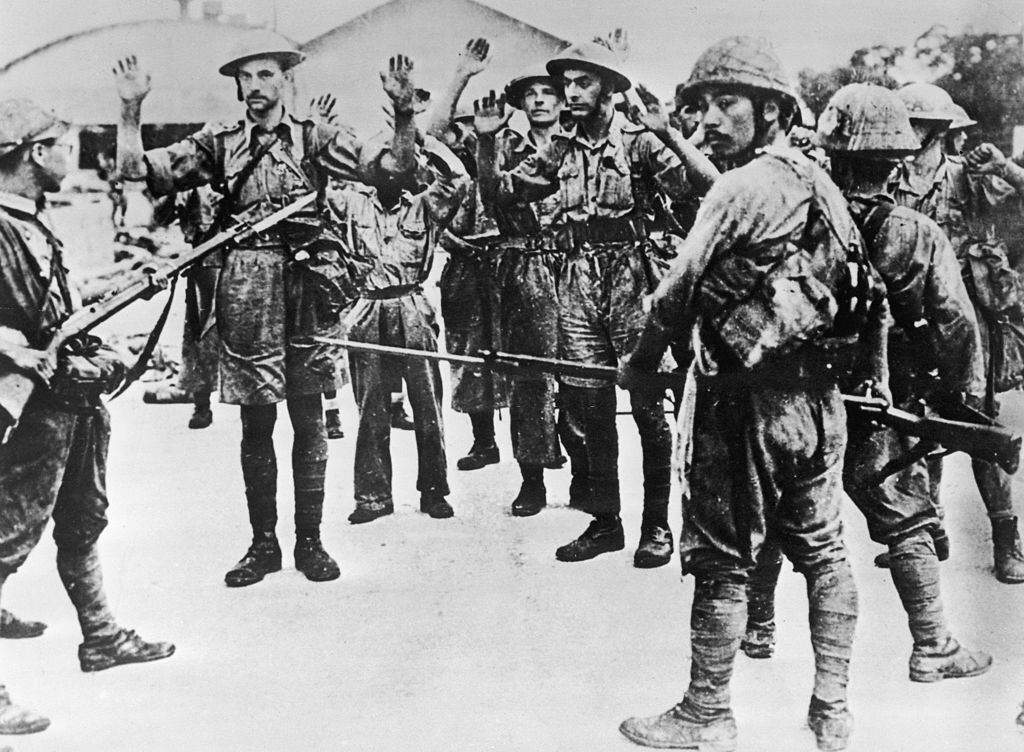
Brytyjscy żołnierze wzięci do niewoli przez Japończyków po kapitulacji Singapuru

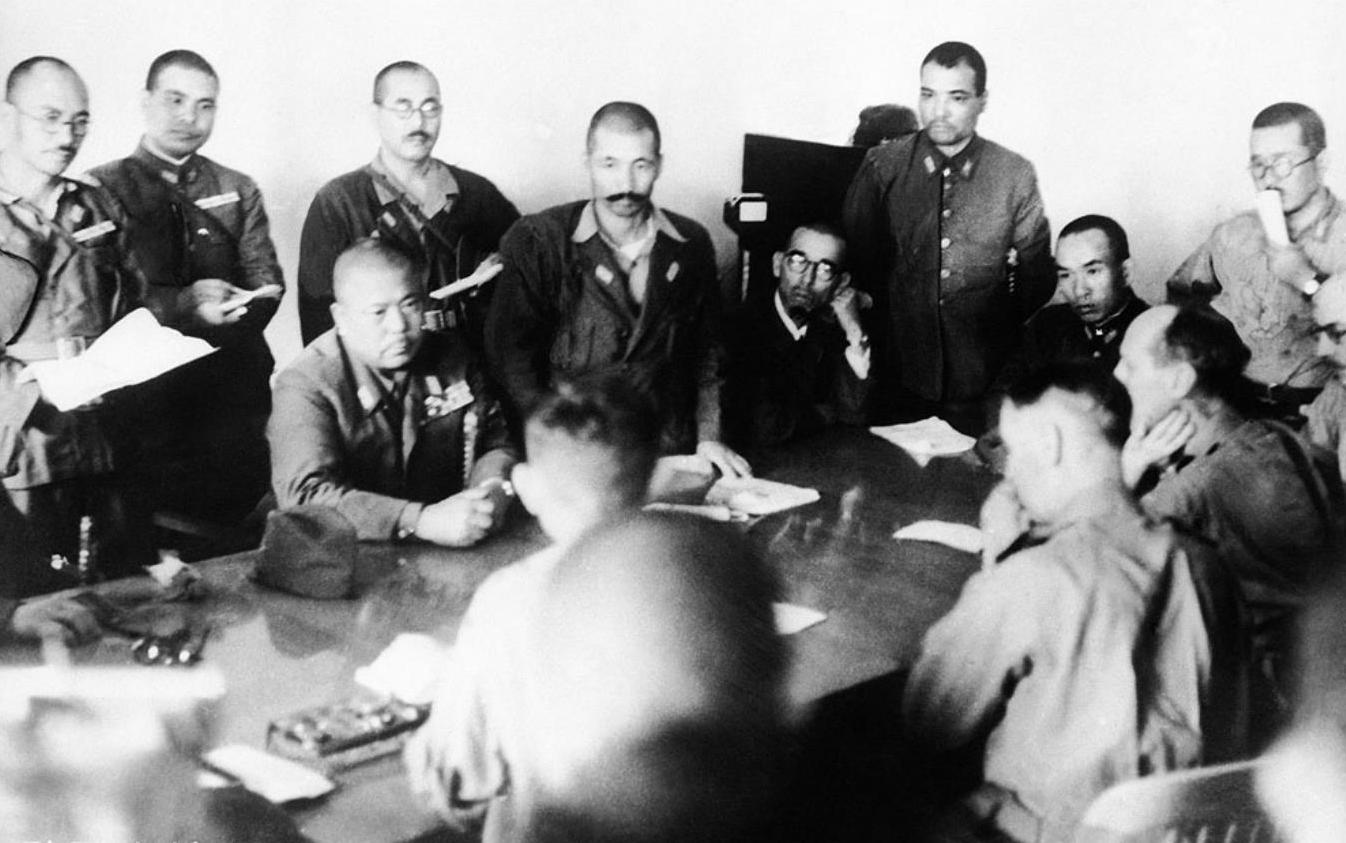
Gen. Yamashita i gen. Percival dyskutujący warunki kapitulacji w zakładach Forda w Bukit Timah, 15 lutego 1942 roku

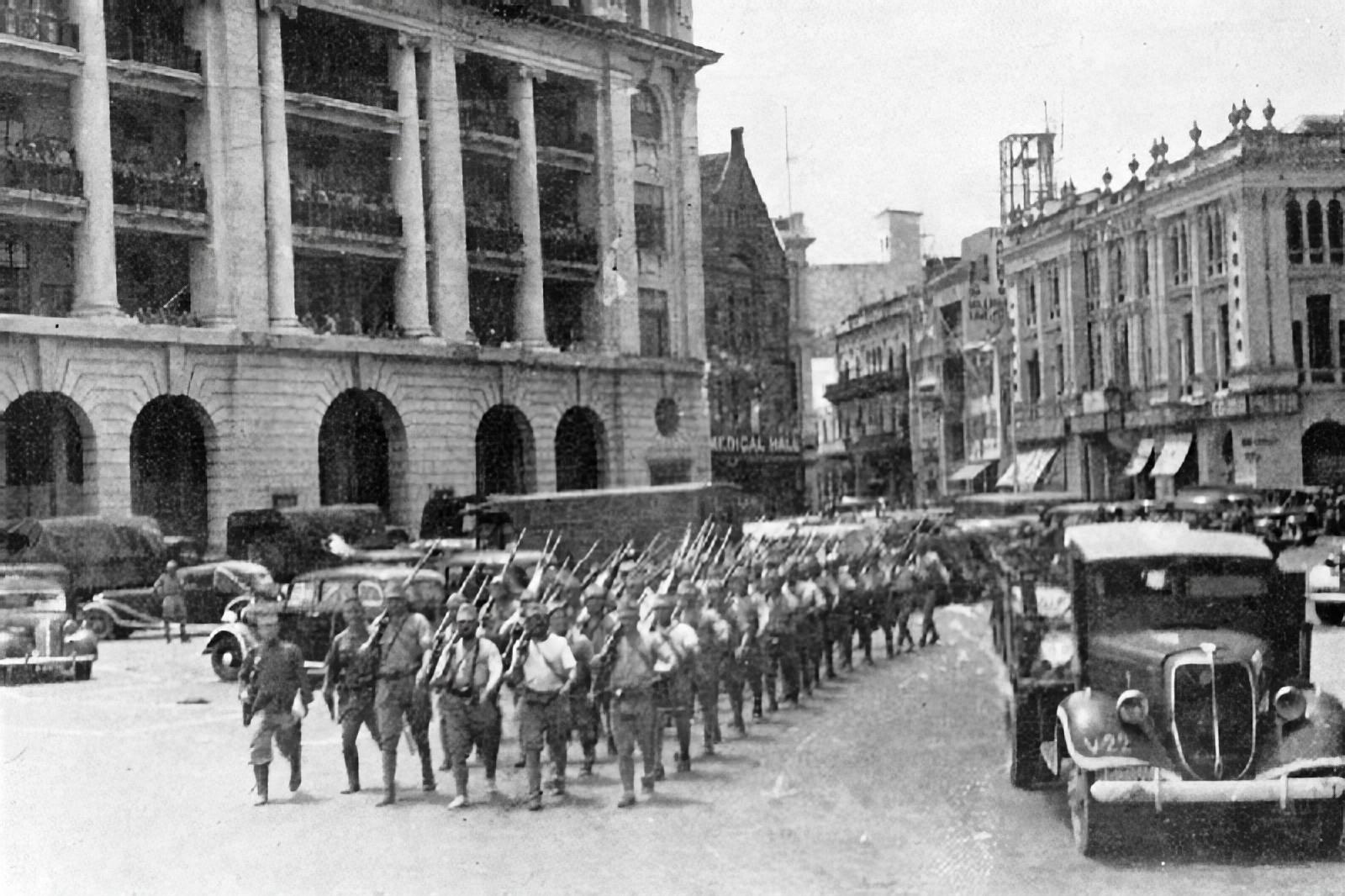
Japońscy żołnierze maszerujący na ulicach Singapuru po kapitulacji brytyjskiej

Bitwa o Singapur (ang. Battle of Singapore) – bitwa stoczona między wojskami alianckimi a japońskimi w Singapurze podczas II wojny światowej. Singapur był główną bazą wojskową Wielkiej Brytanii w Azji Południowo-Wschodniej i nosił miano „Gibraltaru wschodu”. Bitwa o Singapur trwała od 8 do 15 lutego 1942 roku.
Bitwa zakończyła się upadkiem Singapuru i największą porażką militarną w historii Wielkiej Brytanii. Ok. 80 000 brytyjskich, indyjskich i australijskich żołnierzy zostało wziętych do niewoli razem z 50 000 innych żołnierzy alianckich pojmanych przez Japończyków podczas bitwy o Malaje. Brytyjski premier Winston Churchill nazwał sromotną klęskę Singapuru „najgorszą katastrofą” i „największą kapitulacją” w historii Wielkiej Brytanii. W ciągu zaledwie siedmiu dni Singapur, „twierdza nie do zdobycia”, skapitulował.

## Preludium

### Bitwa o Malaje
Japońska 25 Armia zaatakowała Malaje z Indochin nacierając w głąb północnych Malajów i Tajlandii poprzez desanty morskie przeprowadzone 8 grudnia 1941 roku. Stało się to praktycznie jednocześnie z japońskim atakiem na Pearl Harbor, by powstrzymać Stany Zjednoczone od interwencji w Azji Południowo-Wschodniej. Japońskie wojska w Tajlandii zmusiły rząd tajlandzki do pozwolenia Japończykom użycia tajlandzkich baz wojskowych do inwazji na inne państwa w Azji Południowo-Wschodniej, a następnie rozpoczęli natarcie na Malaje od strony lądu (granica malajsko-tajlandzka). W tym samym czasie Japończycy rozpoczęli bombardowanie strategicznych rejonów Singapuru. Naloty powietrzne na Singapur były przeprowadzane bez przerwy od 29 grudnia, jednakże aliancka obrona przeciwlotnicza powstrzymywała japońskie bombowce od całkowitego zniszczenia wyspy, dopóki wystarczało na to amunicji.
Japońska 25 Armia napotkała w północnych Malajach opór ze strony III Korpusu British Indian Army. Mimo że wojska alianckie przewyższały 25 Armię na Malajach i Singapurze pod względem liczebności, to japońscy dowódcy skoncentrowali swoje siły. Japończycy posiadali wsparcie ze strony lotnictwa i wojsk pancernych, a także mieli doświadczonych żołnierzy, z dobrą taktyką walki i koordynacją. Na dodatek wojska brytyjskie wielokrotnie pozwalały Japończykom na okrążenie siebie samych, wierząc, pomimo niejednokrotnych ataków Japończyków na flanki, iż malajska dżungla jest nie do przebycia. Japońskie Cesarskie Siły Powietrzne posiadały więcej samolotów i lepiej wyszkolonych pilotów, w przeciwieństwie do drugorzędnych i źle wyszkolonych pilotów alianckich i ich gorszego sprzętu na Malajach, Borneo i w Singapurze. Japońskie lepsze myśliwce, głównie Mitsubishi A6M2 Zero, pomogły Japończykom w osiągnięciu przewagi powietrznej. Alianci nie posiadali żadnych czołgów i mało pojazdów opancerzonych, co stawiło ich w niekorzystnej sytuacji.
Pancernik HMS „Prince of Wales”, krążownik liniowy HMS „Repulse” i cztery niszczyciele (Force Z) dotarły na Malaje zanim Japończycy rozpoczęli swoje naloty powietrzne. Zespół ten miał odstraszyć Japończyków. Mimo to japońskie samoloty zatopiły oba pancerniki, pozostawiając wschodnie wybrzeże Półwyspu Malajskiego wystawione na atak i pozwalając Japończykom na kontynuowanie swoich desantów morskich. Japońskie wojska szybko odizolowały, okrążyły i zmusiły do kapitulacji indyjskie jednostki broniące wybrzeża. Japończycy szybko nacierali przez Półwysep Malajski pokonując alianckie linie obronne, mimo alianckiej przewagi liczebnej. Wojska japońskie używały także piechoty rowerowej i lekkich czołgów do szybszego przemieszczania się przez dżunglę.
Mimo że więcej alianckich jednostek, w tym australijska 8. Dywizja Piechoty, dołączało do kampanii, Japończycy powstrzymywali alianckie jednostki od przegrupowywania się, zajmowali miasta i nacierali w kierunku Singapuru. Miasto było sercem operacji dowództwa ABDA (ABDACOM), pierwszego alianckiego połączonego dowództwa podczas II wojny światowej. Singapur kontrolował także główną żeglugę pomiędzy Oceanem Indyjskim a Oceanem Spokojnym. 31 stycznia ostatnie jednostki alianckie opuściły Malaje, a alianckie wojska inżynieryjne zniszczyły groblę komunikacyjną łączącą Johor z Singapurem. Japońscy szpiedzy, z których wielu przebranych było za singapurskich cywilów, sforsowali wkrótce po tym cieśninę Johor na łodziach pontonowych.

## Siły, plany i przygotowania obu stron

### Alianci
Gen. Percival dysponował 85 tys. żołnierzy, w tym 15 tys. stanowili żołnierze z jednostek administracyjnych i tyłowych. Zatem zdolnych do walki było 70 tys. W twierdzy znajdowało się: 13 batalionów brytyjskich (w tym 6 nowo przybyłych), 2 bataliony malajskie, 17 batalionów hinduskich oraz 6 batalionów australijskich. Percival podzielił wyspę na trzy sektory obronne – północny, południowy i zachodni. Obronę sektora północnego powierzył 11. (dowódca gen. mjr Berthold Key) i 18 Dywizji Piechoty (dowódca gen. mjr Merton Beckwith-Smith), sektor zachodni miał być broniony przez australijską 8 Dywizję Piechoty pod dowództwem gen. por. Henry’ego Benetta, natomiast południowy przez formacje ochotnicze i malajską 1 Brygadę Piechoty. Nowo przybyła brytyjska 18 Dywizja Piechoty była w pełni swoich sił, jednak brakowało jej doświadczenia i odpowiedniego przećwiczenia, większość innych jednostek miała niepełne stany liczebne, kilka z nich zostało połączonych ze sobą z powodu ciężkich strat poniesionych podczas walk na Półwyspie Malajskim. Lokalne bataliony nie miały żadnego doświadczenia bojowego, a w niektórych przypadkach były w ogóle nie przećwiczone.
Zanim doszło do wycofania wojsk brytyjskich na wyspę Singapur gen. Wavell odbył naradę z Percivalem (20 stycznia) dotyczącą organizacji obrony. Wavell doszedł do wniosku, że jedynym możliwym rejonem do sforsowania cieśniny Johor jest północno-zachodnia część wyspy. Postulował zatem, aby rejon ten obsadzić oddziałami 18. Dywizji Piechoty. Północno-wschodni sektor wyspy powinni obsadzić Australijczycy oraz 11 Dywizja Piechoty.
Percival był jednak przeciwnego zdania, spodziewał się, że Japończycy wykonają desant na północno-wschodniej części wyspy. Zignorował zalecenia Wavella i rozmieścił swoje jednostki zgodnie z własnym planem. Jak się wkrótce okazało, Percival popełnił błąd, najbardziej zagrożony odcinek północno-zachodni był broniony przez 1900 Australijczyków i Hindusów z 45 Brygady Piechoty. To właśnie na nich spadło główne uderzenie 25 Armii gen. Yamashity.

### Japonia
Po zdobyciu Malajów wojska japońskie przygotowywały się do ostatecznego celu, jakim było zajęcie Singapuru. Dowódca japońskiej 25 Armii gen. Yamashita wybrał północno-zachodnią część wyspy, w części północno-wschodniej miały przeprawić się nieznaczne siły z Dywizji Gwardii Cesarskiej, aby wprowadzić w błąd Brytyjczyków i ukryć główny kierunek lądowania. Plan Yamashity był następujący. 7 lutego na wyspie Pulau Ubin (północno-wschodni sektor brytyjski) wylądują oddziały Gwardii i następnie spróbują przeprowadzić się na wyspę w rejonie Changi. 8 lutego główne siły 5. i 18 Dywizji Piechoty dokonają desantu na wyspę w rejonie Kampong. Wiedząc, jak ważne jest uchwycenie przyczółków, Yamashita rozkazał, aby pierwsza fala desantu z 5. i 18. Dywizji Piechoty składała się wyłącznie z żołnierzy, którzy przeszli kampanię w Chinach.
Dodatkowo do zdobycia Singapuru Japończycy zdołali zgromadzić 200 łodzi desantowych typu Shōhatsu oraz 100 dużych jednostek desantowych „Toku-Daihatsu”, które mogły transportować nawet jeden czołg „Typ 95”.

W międzyczasie w japońskim naczelnym dowództwie miał miejsce duży konflikt pomiędzy dwoma japońskimi dowódcami – gen. Yamashitą i księciem Terauchim (dowódcą Ekspedycyjnych Sił Południowych). Terauchi nie miał najlepszego zdania o Yamashicie, był przekonany, że kampania malajska jest mało znaczącym epizodem dla jego sił. Ulubieńcem marszałka był gen. Homma, którego 14 Armia miała zdobyć Filipiny. W końcu grudnia 1941 roku niechęć przerodziła się w otwarty konflikt, który narastał wraz z tempem operacji na Malajach. 14 Armia „ugrzęzła” na Filipinach i nie mogła odnieść spektakularnego sukcesu, więc prasa w Tokio zaczęła częściej pisać o kampanii malajskiej. Dziennikarze zachwyceni byli zwycięstwami Yamashity – „Tygrysa Malajów”, podczas gdy Terauchi nazywał go „gazetowym bohaterem”. 23 stycznia do sztabu przybył gen. Osamu Tsukada, szef sztabu gen. Terauchi. Gen. Tsukada miał pomóc w zaplanowaniu zdobycia Singapuru. Jak wspominał gen. Sōsaku Suzuki, szef sztabu 25 Armii: 
Gdy Yamashita usłyszał o celu przybycia Tsukady, wstał od stołu i wyszedł z namiotu, z nikim się nie żegnając, co w jego przypadku było nie do pomyślenia.
Przygotowaniami do zdobycia Singapuru kierował jednak gen. Suzuki.

## Bitwa

### Japońskie lądowania
5 lutego rozpoczęło się ostrzeliwanie bazy Royal Navy w Singapurze. Następnego dnia japońskie lotnictwo przeprowadziło bombardowanie sektora północno-wschodniego, a rankiem 7 lutego Brytyjczycy dostrzegli patrole japońskie w rejonie Pulau Ubin. Jednak do godz. 15:30 nie zameldowano o żadnych większych ruchach wojsk japońskich. Gen. Bennet wysłał patrol w celu rozpoznania sytuacji w rejonie Sungei Skudei i Sungei Melayu. Australijczycy przeprawili się na gumowych pontonach i po powrocie zameldowali, że na brzegu znajdują się duże zgrupowania wojska oraz sprzęt desantowy. Bennet zameldował o sytuacji Percivalowi i zaproponował rozpoznanie lotnicze. Percival odmówił wysłania samolotu.
Rankiem 8 lutego na pozycje Australijczyków spadły bomby japońskie, po pięciogodzinnym bombardowaniu artyleryjskim Bennet stracił łączność ze sztabem Percivala. Natarcie japońskie nastąpiło o godz. 22:45. Jednostki japońskie wylądowały w rejonie Tanjong Buloh i Tanjong Marai, gdzie znajdowała się 22 Brygada, która miała do obrony odcinek o długości 10 km. Brygadier Taylor sprawnie dowodził obroną. Japończycy początkowo nie przełamali obrony, jednak silny ostrzał artyleryjski oraz przewaga liczebna sprawiły, że 22. Brygada musiała się wycofać. Australijczycy wycofywali się małymi grupami, ciągle walcząc, wielu rannych broniło się do ostatniego naboju. Japończycy zdobyli wioskę Ama Leng. O godz. 6:00 9 lutego nastąpił drugi desant (18 Dywizja Piechoty) w rejonie wsi Ama Keng i lotniska Tengah. Na lotnisku znajdowało się 10 Hurricane’ów, które poderwano do akcji, bowiem nad wyspę nadlatywała formacja 80 japońskich samolotów. Po stoczonej walce brytyjscy piloci nie mieli gdzie wylądować, ponieważ lotnisko było już w japońskich rękach.
Japończykom udało się dojść do linii rzek Kranji i Jurong. Zajęcie wsi Bukit Timah oznaczało, że znaleźliby się zaledwie 7 km od miasta Singapur. Percival nakazał osłaniać ten kierunek siłami australijskiej 27. Brygady Piechoty. Brygadier Maxwell otrzymał jedną hinduską brygadę do wsparcia obrony.

### Wojna powietrzna nad Singapurem podczas bitwy
Osłona powietrzna Singapuru była zapewniana przez tylko 10 myśliwców Hawker Hurricane z 232. Dywizjonu RAF, które stacjonowały na lotnisku Kallang. Było to spowodowane tym iż, lotniska Tengah, Seletar i Sembawang były w zasięgu japońskiej artylerii znajdującej się w Johor Bahru. Lotnisko Kallang było w tym czasie jedynym operacyjnym lotniskiem w użytku; ocalałe dywizjony i samoloty zostały wycofane w styczniu w celu wsparcia Holenderskich Indii Wschodnich.
O godz. 4:15 rano 8 grudnia 1941 roku Singapur został po raz pierwszy zbombardowany przez japońskie bombowce dalekiego zasięgu Mitsubishi G3M3 i Mitsubishi G4M1 stacjonujące w okupowanych przez Japończyków Indochinach. Japońskie bomby spadły na centrum miasta, a także na bazę morską Sembawang i lotniska położone na północy wyspy. Po pierwszym nalocie, przez resztę grudnia, miało miejsce kilka fałszywych alarmów przeciwlotniczych i kilka rzadkich oraz sporadycznych mniejszych ataków lotniczych na odległe cele wojskowe, takie jak baza morska, jednak nie odnotowano żadnych nalotów na samo miasto Singapur. Kolejny odnotowany nalot na miasto miał miejsce w nocy z 29 na 30 grudnia. Nocne naloty były kontynuowane przez ponad tydzień, a od 12 stycznia 1942 roku były wspomagane przez naloty dzienne prowadzone od tej pory bez przerwy. W kolejnych dniach, kiedy armia japońska coraz bardziej się zbliżała do Singapuru, Japończycy zwiększyli częstotliwość i intensywność nalotów dziennych oraz nocnych, powodując tysiące ofiar wśród ludności cywilnej, aż do kapitulacji wojsk alianckich broniących Singapuru.
W grudniu 51 myśliwców Hurricane Mk II zostało wysłanych do Singapuru, razem z 24 pilotami, co stanowiło rdzeń pięciu dywizjonów. Transport ten dotarł do Singapuru 3 stycznia 1942 roku, w tym samym czasie dywizjony wyposażone w myśliwce F2A Buffalo zostały w większości pokonane przez Japończyków. Sformowano 232 Dywizjon RAF, a 488. Dywizjon RNZAF, wyposażony wcześniej w Buffalo, został przezbrojony w Hurricane’y. 232 Dywizjon wszedł po raz pierwszy do walki 20 stycznia, zestrzeliwując tego samego dnia trzy Nakajimy Ki-43, za stratę trzech własnych Hurricane’ów. Mimo to, tak samo jak Buffalo przed nimi, Hurricane’y zaczęły ponosić ciężkie straty w intensywnych walkach powietrznych.
W okresie od 27 do 30 stycznia kolejne 48 Hurricane’ów Mk IIA dotarło razem z 226. Grupą (cztery dywizjony) na lotniskowcu HMS „Indomitable”, z którego odleciały na lotniska P1 i P2 niedaleko Palembang na Sumatrze w Holenderskich Indiach Wschodnich. Przybywanie Hurricane’ów w różnych okresach, wraz z nieodpowiednim systemem wczesnego ostrzegania, sprawiły, iż japońskie naloty mogły zniszczyć znaczną liczbę Hurricane’ów na ziemi na Sumatrze i Singapurze.
Rankiem 8 lutego pewna liczba walk powietrznych została rozegrana nad plażą Sarimbun i innymi rejonami w zachodniej części wyspy. W pierwszej walce powietrznej ostatnie dziesięć Hurricane’ów zostało poderwanych z lotniska Kallang w celu przechwycenia formacji 84 japońskich samolotów lecących z Johor w celu wsparcia sił inwazyjnych. W dwóch lotach bojowych Hurricane’y zestrzeliły sześć japońskich samolotów, tracąc jeden własny samolot. Następnie poleciały z powrotem do Kallang w połowie bitwy, szybko uzupełniając paliwo, a później powróciły do walki. Walki powietrzne były kontynuowane do końca dnia, a po zmierzchu było oczywiste, że z kilkoma maszynami Percival nie mógł dłużej walczyć, a samo lotnisko Kallang nie mogło być już dłużej używane jako baza lotnicza. Za jego zgodą pozostałe zdolne do lotu osiem Hurricane’ów zostały wycofane do Palembang na Sumatrze, a samo lotnisko Kallang stało się bardziej zaawansowanym miejscem do lądowania dla samolotów. Nad Singapurem nie zobaczono już nigdy więcej żadnego samolotu alianckiego, a Japończycy osiągnęli całkowite panowanie w powietrzu.
Wieczorem 10 lutego generał Archibald Wavell rozkazał przeniesienie całego pozostałego alianckiego personelu powietrznego do Holenderskich Indii Wschodnich. W tym czasie lotnisko Kallang było tak pokryte lejami po bombach lotniczych, że nie mogło być już dłużej używane bojowo.

### Dalszy przebieg bitwy
Po wylądowaniu na Singapurze 8 i 9 lutego wojska japońskie rozpoczęły ataki w głąb wyspy kierując się w stronę miasta Singapur. 10 lutego czołgi japońskie przedarły się przez pozycje Hindusów, którzy wspierali australijską 27 Brygadę Piechoty i zbliżyły się do Bukit Timah. Nawet natarcie Szkotów z Argyll & Southerland Highlanders nie przyniosło poprawy sytuacji. Udało im się zniszczyć kilka czołgów i powstrzymać natarcie na wschód od szosy do Singapuru. Japończycy zdołali jednak wprowadzić do walki 15 czołgów oraz nowe oddziały piechoty, co przechyliło szalę zwycięstwa. Znaleźli się oni jednak w ciężkiej sytuacji. Brytyjczycy pomimo ciągłego odwrotu nie zamierzali kapitulować, co sprawiało, że ciągła walka wyczerpywała skromne zapasy 25 Armii. Przede wszystkim zaczęło brakować amunicji artyleryjskiej. Dalsze intensywne prowadzenie kampanii zmusiłoby Yamashitę do poproszenia o przysłanie posiłków, a oznaczałoby to przyznanie racji gen. Terauchiemu. Yamashita postanowił zaproponować Percivalowi kapitulację. 12 lutego Yamashita przesłał propozycję kapitulacji. 13 lutego Percival otrzymał rozkaz Wavella: 
Musi Pan bronić się tak długo, jak to będzie możliwe, jeżeli tylko warunki obrony będą to umożliwiały, proszę wykorzystać wszelkie oddziały do obrony.
Problemem Percivala były nie tylko nacierające wojska japońskie, w mieście znajdowało się 500 tys. ludności cywilnej, która nie miała żadnej możliwości ewakuacji. Wezwania Churchilla do obrony w ruinach Singapuru były odpowiednie na wiecach politycznych, ale nie miały nic wspólnego z rzeczywistością. 13 lutego Brytyjczykom udało się ustabilizować obronę. W kilku miejscach przeprowadzili udane lokalne kontrnatarcia. Japończycy byli wyczerpani dotychczasowymi walkami, w jednostkach pancernych brakowało paliwa i amunicji. Dowódcy wydali rozkazy, aby opróżnić baki w części maszyn, po to, by choć kilka z nich mogło prowadzić walkę. Jednak klucz do zdobycia Singapuru znajdował się w Woodleigh, 2 km za liniami japońskimi.
O godz. 10 rano 14 lutego Percival został zawiadomiony przez brygadiera Ivona Simsona, że zapas słodkiej wody zgromadzony w podziemnych zbiornikach wystarczy na 48 godzin. Pompownia wody znajdująca się w Woodleigh została zniszczona przez wycofujące się oddziały, co oznaczało katastrofę dla miasta. Percival przedstawił sytuację gen. Wavellowi, który zgodził się, że jedynym rozsądnym wyjściem jest kapitulacja. Wieczorem Churchill wyraził zgodę na podjęcie rozmów o kapitulacji.

### Upadek Singapuru
O godz. 9:30 15 lutego Percival ogłosił na naradzie w Forcie Canning, że rozpocznie rozmowy o kapitulacji. O godz. 14:00 na drodze do Bukit Timah spotkali się brygadier T. K. Newbigging oraz ppłk Ichiji Sugita, którzy ustalili wstępne porozumienie o przerwaniu walk. Po południu w budynku zakładów Forda w Bukit Timah spotkali się gen. Percival oraz gen. Yamashita w celu podpisania stosownych dokumentów. Kapitulacja była bezwarunkowa. Do niewoli dostało się ok. 80 tys. żołnierzy Wspólnoty Brytyjskiej. Wielu z nich zginęło później w japońskiej niewoli. Żołnierze japońskiej 18. Dywizji Piechoty dopuścili się masakry rannych w szpitalu Aleksandry oraz ludności pochodzenia chińskiego.

Gen. Yamashita pokonał Brytyjczyków, przegrał jednak w walce z księciem Terauchim. Gdy oficerowie sztabu zapytali, na który dzień wyznaczyć defiladę zwycięstwa w Singapurze, Terauchi spokojnie odpowiedział: 
25 Armia zamiast do defilady zwycięstwa przygotuje się do ceremonii pogrzebowych swoich żołnierzy, które odbędą się 20 lutego.
Zdobywca Malajów, gen Yamashita, został przeniesiony na stanowisko dowódcy 1 Armii w Mandżurii, gdzie przebywał aż do września 1944 roku.

## Po bitwie
Japońska okupacja Singapuru rozpoczęła się po kapitulacji Brytyjczyków. Japońskie gazety ogłosiły triumfalne zwycięstwo decydujące o sytuacji generalnej w wojnie. Japończycy szukali zemsty na Chińczykach i do wyeliminowania każdego, który miał sentymenty antyjapońskie. Władze japońskie były podejrzliwe wobec Chińczyków z powodu II wojny chińsko-japońskiej, zabijając wielu z nich w masakrze Sook Ching. Pozostałe grupy etniczne w Singapurze, takie jak Malajczycy i Hindusi, nie zostały oszczędzone. Mieszkańcy Singapuru mieli doznać ciężkich krzywd podczas japońskiej okupacji przez kolejne trzy i pół roku.
Wielu brytyjskich i australijskich żołnierzy wziętych do niewoli pozostało w singapurskim obozie jenieckim Changi. Wielu z nich nie przeżyło wojny. Tysiące innych zostało załadowanych na statki transportowe dla jeńców wojennych znane jako okręty śmierci do innych części Azji, w tym Japonii, gdzie byli używani jako siła robocza do budowy m.in. syjamsko-birmańskiej Kolei Śmierci i lotniska Sandakan w Borneo Północnym. Wielu jeńców wojennych zginęło na pokładach takich statków.
Japończycy odnosili duże sukcesy w rekrutowaniu indyjskich żołnierzy wziętych do niewoli. Z ok. 40 000 indyjskich żołnierzy stacjonujących w Singapurze w lutym 1942 roku ok. 30 000 weszło w skład projapońskiej Indyjskiej Armii Narodowej, która walczyła przeciwko aliantom podczas kampanii birmańskiej. Inni indyjscy żołnierze zostali strażnikami w obozie Changi. Mimo to, wielu żołnierzy armii indyjskiej sprzeciwiło się rekrutowaniu i pozostało jeńcami wojennymi. Nieznana liczba została wysłana przez Japończyków do rejonów przez nich okupowanych na południowym Pacyfiku na roboty przymusowe. Wielu z nich doznało dużej liczby krzywd i brutalności podobnej do tej, którą Japończycy stosowali wobec innych jeńców wojennych podczas wojny. Ok. 6000 z nich przeżyło do chwili wyzwolenia przez wojska australijskie i amerykańskie w latach 1943–1945.
Po japońskiej kapitulacji w 1945 roku Yamashita został osądzony przez amerykańską komisję wojskową za zbrodnie wojenne popełnione przez Japończyków na Filipinach na początku tego roku, ale nie za zbrodnie wojenne popełnione przez jego wojska na Malajach i Singapurze. Został skazany na karę śmierci i powieszony na Filipinach 23 lutego 1946 roku.